# إيزاد غوشناسب
إيزاد غوشناسب، المعروف في المصادر الأرمنية باسم يزاتوشناسب، وفي المصادر الإسلامية الإيرانية باسم يزدان، كان نبيلًا ساسانيًا من أصل فرثي أو ديلمي، اشتهر بحروبه في أرمينيا الفارسية.

## أصوله
وبحسب المصادر الأرمنية، فإن إيزاد غوشناسب كان عضواً من بني مهران، وابن شخص يدعى أشتات. وفقًا للمؤرخ الأرمني غزار باربيتسي، كان إيزاد غوشناسب أيضًا الأخ بالتبني للملك الساساني بيروز الأول، الذي كان ابن الشاه يزدجرد الثاني. ومع ذلك، وفقًا للمؤرخ الإيراني ابن إسفنديار، فإن إيزاد غوشناسب وأشتات كانا أخوة من الديلم في شمال إيران، ولكن بسبب الخلاف مع أحد أبرز وأقوى نبلاء طبقة الوزرجان في الديلم، اضطروا إلى مغادرة المنطقة والاستقرار في الشرق الأقصى في مازندران.